# 1066
Високе Середньовіччя  •  Золота доба ісламу  •  Реконкіста  •  Київська Русь

## Геополітична ситуація
Візантію очолює Костянтин X Дука. Малолітній Генріх IV є королем Німеччини, а малолітній Філіп I — королем Франції.
Апеннінський півострів розділений між численними державами: північ належить Священній Римській імперії, середню частину займає Папська область, південна частина півострова належить частково Візантії, а частково окупована норманами. Південь Піренейського півострова займають численні емірати, що утворилися після розпаду Кордовського халіфату. Північну частину півострова займають християнські Кастилія, Леон (Астурія, Галісія), Наварра, Арагон та Барселона. Вільгельм Завойовник став королем Англії, Магнус II є королем Норвегії, а Свейн II Данський — Данії.
У Київській Русі триває княжіння Ізяслава Ярославича. У Польщі княжить Болеслав II Сміливий. У Хорватії править Петар Крешимир IV. На чолі королівства Угорщина стоїть Шаламон I.
Аббасидський халіфат очолює аль-Каїм під покровительством сельджуків, які окупували Персію, в Єгипті владу утримують Фатіміди, у Магрибі почалося піднесення Альморавідів, у Середній Азії правлять Караханіди, Газневіди втримують частину Індії. У Китаї продовжується правління династії Сун. Значними державами Індії є Пала, Чола. В Японії триває період Хей'ан.

## Події
- Нормандське завоювання Англії:

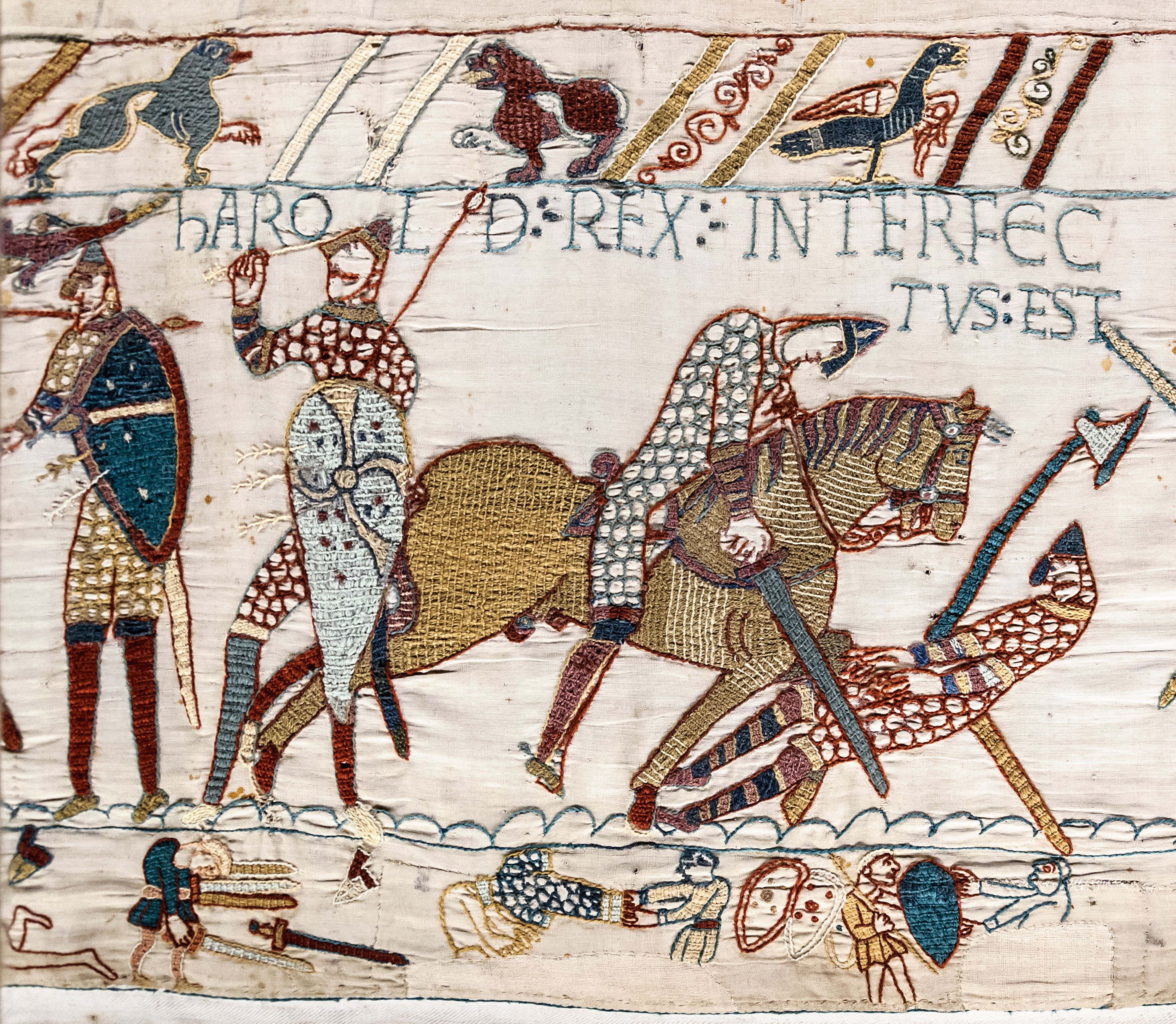
Смерть Гарольда. Фрагмент гобелена Байо.

  - 6 січня по смерті Едуарда Сповідника, Гарольд Годвінсон, глава найсильнішого англосаксонського роду, став королем Англії під іменем Гарольд II.
  - Вільгельм Норманський, вважаючи справедливими свої претензії на англійський трон, почав збирати війська з усієї Європи.
  - В Англії висадилися норвезькі війська на чолі з королем Гаральдом III та братом англійського короля Тостігом, якого прогнали з Англії минулого року.
  - 20 вересня сили Гаральда III та Тостіга розбили війська ерлів Едвіна та Моркара в битві під Фулфордом.
  - 25 вересня англійський король Гарольд II розбив норвежців у битві при Стемфорд-Бридж. Норвезький король та Тостіг загинули.
  - 28 вересня у Певенсі, на південно-східному узбережжі Англії, на чолі 7-тисячного нормано-французького війська висадився герцог Нормандський Вільгельм Завойовник.
  - 14 жовтня  у битві при Гастінгсі герцог Нормандський Вільгельм отримав перемогу над англосаксонським королем Гарольдом II.
  - 25 грудня у Вестмінстері Вільгельм Завойовник коронувався на англійський престол.
- Королем Норвегії став Маґнус II Гаральдссон.
- Генуезька республіка напала на Пізанську республіку.
- У мусульманській Гранаді відбувся великий єврейський погром.

## Народились
- Генріх, граф Португалії

## Померли
- 14 жовтня — У битві при Гастінгсі загинув англосаксонський король Гарольд II